# Güeros
Güeros és un film del director mexicà Alonso Ruizpalacios. Aquesta road movie és un llargmetratge realitzat en blanc i negre, en format 4:3, que s'ambienta durant una vaga similar a la del CGH de la UNAM el 1999-2000. Una història d'amor durant la cerca d'un músic que podia haver salvat el rock de Mèxic: Epigmenio Cruz.

## Història
Sombra i Santos són companys de llicenciatura, que a causa de la vaga del CGH se la passen en el seu departament de Copilco sense fer res, sense diners i amb poc menjar, beuen alcohol i fumen tabac. Això es modifica quan la mare del primer mana al seu germà Tomás a viure a la Ciutat de Mèxic, provinent de la seva ciutat natal en Veracruz. S'assabenten que l'ídol musical del seu pare està internat en un hospital i emprenen un viatge per a trobar-lo, ja que va marcar la seva infància.
Durant aquest viatge, i per curiositat del germà, ingressen a les instal·lacions preses de Ciutat Universitària, i aquí es troben amb Ana, lideresa universitària, que li mostra la vida de la vaga estudiantil i s'uneix al viatge després d'escoltar la insòlita música d'Epigmenio, qui segons la llegenda "va fer plorar una vegada a Bob Dylan" i va estar en el roster del Festival Rock i Rodes d'Avándaro.
El director va esmentar "que era un homenatge a Bob Dylan, qui una vegada va fer un llarguíssim viatge en Nova York a la recerca d'un guitarrista al qual admirava i quan va donar amb ell el va trobar vell, derrotat, moribund. -A vegades no és bo conèixer als ídols. Quan un veu a l'heroi per fi no és el que esperava. A mi em va ocórrer amb Peter Brook. Vaig estar a París una nit esperant-ho llargues hores sota la pluja i quan va aparèixer només vaig poder dir-li: gràcies! i ell em va respondre: gràcies, i va marxar-".

## Repartiment
- Tenoch Huerta com Sombra.
- Sebastián Aguirre com Tomás.
- Ilse Salas com Ana.
- Leonardo Ortizgris com Santos.
- Raúl Briones com Furia.
- Laura Almela com Isabel.
- Adrian Ladrón com Moco.
- Camila Lora com Aurora.
- Alfonso Charpener com Epigmenio.

## Premis
Os daurat a la millor òpera preval del Festival Internacional de Cinema de Berlín en la secció Panorama
- Premi Horitzonts al Festival Internacional de Cinema de Sant Sebastià.[3]
- Va ser nominada a 12 Premi Ariel en l'edició 2015, dels quals va guanyar en les següents categories: Pel·lícula, Òpera Prima, Direcció i Fotografia.[4] Va empatar en la categoria de So amb Las oscuras primaveras.[5]
- Fou nominada als Premis Platino 2016 en la categoria Millor Direcció (Alonso Ruizpalacios)[6]

| 2015 | "Güeros"                                                   | Millor pel·lícula              | Guanyador |
| 2015 | Alonso Ruizpalacios                                        | Millor director                | Guanyador |
| 2015 | Millor primer llargmetratge                                | Guanyador                      |           |
| 2015 | Millor guió original                                       | Nominat                        |           |
| 2015 | Ilse Salas                                                 | Millor actriu                  | Nominat   |
| 2015 | Tenoch Huerta                                              | Millor actor                   | Nominat   |
| 2015 | Sebastián Aguirre                                          | Actuació masculina avançada    | Nominat   |
| 2015 | Tomás Barreiro                                             | Millor puntuació               | Nominat   |
| 2015 | Isabel Muñoz, Pedro González, Gabriel Teyna i Kyoshi Osawa | Millor so                      | Guanyador |
| 2015 | Yibrán Asuad i Ana García                                  | Millor muntatge cinematogràfic | Nominat   |
| 2015 | Sandra Cabriada                                            | Millor direcció artística      | Nominat   |
| 2015 | Damián García                                              | Millor fotografia              | Guanyador |

## Crítiques
A l'agregador de crítiques Rotten Tomatoes, la pel·lícula té una qualificació d'aprovació del 92% basada en 52 ressenyes, amb una qualificació mitjana de 7,54/10. El consens de la crítica del lloc web diu: "Un esforç sorprenent que sintetitza influències dispars amb un to inventiu, Güeros marca un audaç pas endavant per al cinema mexicà modern".

## Comentaris
Aquest film ocupa el lloc 29 dins de la llista de les 100 millors pel·lícules mexicanes de la història, segons l'opinió de 27 crítics i especialistes del cinema a Mèxic, publicada pel portal Sector Cine al juny de 2020.